# 中川町
中川町（なかがわちょう）は、北海道の上川地方最北部に位置する町。 
北海道の北部に位置し、東に北見山地、西に天塩山地が走っており、この両山地の中央を流れる天塩川とこれに合流する安平志内川流域に沿って南北に細長く拓けている。 
地形は山岳地と平野地に大別され、平野地は一部の泥炭地を除き、肥沃で農耕に適している。 
気候は日本海沿岸型に属し、春は雨が少なく秋に多くなり、
また寒さが厳しく積雪も多いのが特徴である。 
明治期からアンモナイトの化石が発掘され、「化石の里」として町おこしを行っている。

## 地理
上川総合振興局管内の最北部に位置する。東西を山に囲まれた地形。
町内を東から北西にかけて流れる天塩川に沿って、集落が存在する。
- 山：パンケ山 ペンケ山 苦頓別山
- 河川：天塩川 安平志内川
- 湖沼：三日月沼

### 隣接している自治体
- 上川総合振興局
  - 中川郡:音威子府村、美深町
  - 雨竜郡：幌加内町

- 宗谷総合振興局
  - 天塩郡：幌延町
  - 枝幸郡：中頓別町

- 留萌振興局
  - 天塩郡：遠別町、天塩町

### 人口
| |                                        |  |
| 中川町と全国の年齢別人口分布（2005年） | 中川町の年齢・男女別人口分布（2005年） |  |
| ■紫色 ― 中川町 ■緑色 ― 日本全国 | ■青色 ― 男性 ■赤色 ― 女性              |  |
| 中川町（に相当する地域）の人口の推移 \| 1970年（昭和45年） \| 4,736人 \| \| \| 1975年（昭和50年） \| 4,011人 \| \| \| 1980年（昭和55年） \| 3,559人 \| \| \| 1985年（昭和60年） \| 3,235人 \| \| \| 1990年（平成2年） \| 2,788人 \| \| \| 1995年（平成7年） \| 2,602人 \| \| \| 2000年（平成12年） \| 2,464人 \| \| \| 2005年（平成17年） \| 2,106人 \| \| \| 2010年（平成22年） \| 1,906人 \| \| \| 2015年（平成27年） \| 1,767人 \| \| \| 2020年（令和2年） \| 1,528人 \| \| |                                        |  |
| 総務省統計局 国勢調査より |                                        |  |
| 1970年（昭和45年） | 4,736人                                |  |
| 1975年（昭和50年） | 4,011人                                |  |
| 1980年（昭和55年） | 3,559人                                |  |
| 1985年（昭和60年） | 3,235人                                |  |
| 1990年（平成2年） | 2,788人                                |  |
| 1995年（平成7年） | 2,602人                                |  |
| 2000年（平成12年） | 2,464人                                |  |
| 2005年（平成17年） | 2,106人                                |  |
| 2010年（平成22年） | 1,906人                                |  |
| 2015年（平成27年） | 1,767人                                |  |
| 2020年（令和2年） | 1,528人                                |  |

### 消滅集落
2015年国勢調査によれば、以下の集落は調査時点で人口0人の消滅集落となっている。
- 中川町 - 字神路、字板谷、字富和

### 気候
中川町の気候は日本海沿岸型に属し、春は雨が少なく秋に多くなる。また。寒さが厳しく積雪も多いのが特徴である。
中川のアメダスは1977年11月から統計を開始した。最高気温の極値は1位が36.2℃（2021年7月28日）、2位が35.7℃（2021年8月7日）で、猛暑日の記録はこの2回のみである。最低気温の極値は-35.6℃（1985年1月24日）、-30℃を下回ったことが9日ある。平年値で冬日の年間日数は171.4日、真冬日77.8日、夏日37.6日、真夏日3.4日、熱帯夜0.1日。熱帯夜は過去に最低気温25.9℃（2010年8月6日）と25.2℃（1994年8月7日）の2回観測した。
降水量は8月から12月にかけて多い。10月から3月にかけては雪または雨の降る日が多く、日照時間は11月から1月にかけて少ない。最大風速の極値は20.0m/s（風向：南西、1984年1月15日）、最大瞬間風速の極値は32.6m/s（風向：南西、2015年10月2日、2008年10月統計開始）。
| 中川（1991年 - 2020年、標高22m）の気候 | 中川（1991年 - 2020年、標高22m）の気候 | 中川（1991年 - 2020年、標高22m）の気候 | 中川（1991年 - 2020年、標高22m）の気候 | 中川（1991年 - 2020年、標高22m）の気候 | 中川（1991年 - 2020年、標高22m）の気候 | 中川（1991年 - 2020年、標高22m）の気候 | 中川（1991年 - 2020年、標高22m）の気候 | 中川（1991年 - 2020年、標高22m）の気候 | 中川（1991年 - 2020年、標高22m）の気候 | 中川（1991年 - 2020年、標高22m）の気候 | 中川（1991年 - 2020年、標高22m）の気候 | 中川（1991年 - 2020年、標高22m）の気候 | 中川（1991年 - 2020年、標高22m）の気候 |
| 月                                     | 1月                                    | 2月                                    | 3月                                    | 4月                                    | 5月                                    | 6月                                    | 7月                                    | 8月                                    | 9月                                    | 10月                                   | 11月                                   | 12月                                   | 年                                     |
| -------------------------------------- | -------------------------------------- | -------------------------------------- | -------------------------------------- | -------------------------------------- | -------------------------------------- | -------------------------------------- | -------------------------------------- | -------------------------------------- | -------------------------------------- | -------------------------------------- | -------------------------------------- | -------------------------------------- | -------------------------------------- |
| 最高気温記録 °C （°F）                 | 8.8 (47.8)                             | 12.5 (54.5)                            | 16.0 (60.8)                            | 26.4 (79.5)                            | 30.2 (86.4)                            | 32.4 (90.3)                            | 36.2 (97.2)                            | 35.7 (96.3)                            | 33.9 (93)                              | 25.5 (77.9)                            | 18.7 (65.7)                            | 12.4 (54.3)                            | 36.2 (97.2)                            |
| 平均最高気温 °C （°F）                 | −3.1 (26.4)                            | −2.2 (28)                              | 2.0 (35.6)                             | 8.7 (47.7)                             | 16.0 (60.8)                            | 20.1 (68.2)                            | 23.8 (74.8)                            | 24.7 (76.5)                            | 21.2 (70.2)                            | 14.4 (57.9)                            | 5.9 (42.6)                             | −0.8 (30.6)                            | 10.9 (51.6)                            |
| 日平均気温 °C （°F）                   | −7.5 (18.5)                            | −7.2 (19)                              | −2.4 (27.7)                            | 3.8 (38.8)                             | 10.0 (50)                              | 14.2 (57.6)                            | 18.3 (64.9)                            | 19.4 (66.9)                            | 15.2 (59.4)                            | 8.8 (47.8)                             | 2.1 (35.8)                             | −4.2 (24.4)                            | 5.9 (42.6)                             |
| 平均最低気温 °C （°F）                 | −13.4 (7.9)                            | −14.1 (6.6)                            | −8.3 (17.1)                            | −1.6 (29.1)                            | 3.8 (38.8)                             | 8.6 (47.5)                             | 13.4 (56.1)                            | 14.7 (58.5)                            | 9.4 (48.9)                             | 3.2 (37.8)                             | −1.8 (28.8)                            | −8.7 (16.3)                            | 0.5 (32.9)                             |
| 最低気温記録 °C （°F）                 | −35.6 (−32.1)                          | −30.6 (−23.1)                          | −25.6 (−14.1)                          | −13.8 (7.2)                            | −4.8 (23.4)                            | −1.7 (28.9)                            | 2.7 (36.9)                             | 3.8 (38.8)                             | −0.1 (31.8)                            | −6.3 (20.7)                            | −15.6 (3.9)                            | −27.5 (−17.5)                          | −35.6 (−32.1)                          |
| 降水量 mm （inch）                     | 89.2 (3.512)                           | 60.6 (2.386)                           | 63.6 (2.504)                           | 54.0 (2.126)                           | 68.6 (2.701)                           | 60.4 (2.378)                           | 114.4 (4.504)                          | 151.3 (5.957)                          | 136.8 (5.386)                          | 160.3 (6.311)                          | 156.7 (6.169)                          | 132.5 (5.217)                          | 1,248.3 (49.146)                       |
| 平均降水日数 （≥1.0 mm）               | 21.0                                   | 16.4                                   | 15.2                                   | 11.8                                   | 10.5                                   | 9.2                                    | 9.8                                    | 11.3                                   | 12.8                                   | 16.8                                   | 20.8                                   | 23.8                                   | 179.6                                  |
| 平均月間日照時間                       | 47.8                                   | 69.6                                   | 115.1                                  | 152.1                                  | 185.1                                  | 157.8                                  | 145.5                                  | 141.1                                  | 161.3                                  | 112.9                                  | 46.1                                   | 26.7                                   | 1,361.1                                |
| 出典1：Japan Meteorological Agency     |                                        |                                        |                                        |                                        |                                        |                                        |                                        |                                        |                                        |                                        |                                        |                                        |                                        |
| 出典2：気象庁                          |                                        |                                        |                                        |                                        |                                        |                                        |                                        |                                        |                                        |                                        |                                        |                                        |                                        |

## 町名の由来
当地は入植当初は無名村であったため、所属郡名である中川郡から命名された。

## 沿革
- 化石が発掘される。
- 旧石器時代、縄文時代から栄える。
- 天塩川でアイヌが暮らしている。
- 1857年（安政4年） - 松浦武四郎、天塩川を遡り上川郡、中川郡を探検する。天塩日誌がある。
- 1896年（明治29年）：このころから和人の北村恭助が現在の安川地区に住み始めたとされる（和人定住の始まり）[7]。
- 1897年（明治30年）：同年に天塩川沿岸の未開地11,121haが御料地となり、「天塩御料農業地」となる。このうち後の中川町・音威子府村に属する7,642haは「中川御料地」と通称される[8]。
- 1903年（明治36年）：入植者に「中川御料地」の貸し付けが始まる。併せて御料局は市街化区域として、現在の誉地区に「誉平市街地」を設置[8]。
- 1906年（明治39年）4月29日：中川郡内の無名村（現在の中川町・音威子府村域）に「中川村」の名称がつけられ、「上名寄村外3か村戸長役場」（現在の名寄市に設置）の管轄となる[9]。
- 1907年（明治40年）3月16日：「中川村」が「下名寄村外1か村戸長役場」（現在の美深町に設置）の管轄となる[9]。
- 1912年（明治45年）4月1日：「中川村」域内に「中川村戸長役場」を設置[9]。
- 1916年（大正5年）4月1日：中川村戸長役場から常盤村（→音威子府村）を分村[10]。
- 1919年（大正8年）4月1日：二級町村制を施行し地方自治体としての中川村が発足[9]。
- 1964年（昭和39年） - 町制施行、中川町
- 1973年（昭和48年） - ぽんぴら温泉開湯。
- 1974年（昭和49年） - クビナガリュウの化石が発見される。1体目。自治体が主催した北海道初の大規模な化石発掘調査。2006年に「大小2匹」の骨が混ざっていたと判明する。
- 1991年（平成3年） - クビナガリュウの化石が発見される。2体目。推定復元像は11メートルで日本最大。
- 2000年（平成12年） - 恐竜の化石が発見される。テリジノサウルス類。
- 2022年（令和4年） - 8月11日未明に、震度5弱、震度5強の直下型地震が相次いで発生した。

## 経済
基幹産業は酪農、林業。

### 農協
- 北はるか農業協同組合（JA北はるか）中川支所
- 北海道農業共済組合（NOSAI北海道）美深家畜診療所中川分室

### 郵便局
- 中川郵便局（集配局）
- 佐久郵便局

## 公共機関

### 警察
- 名寄警察署
  - 中川駐在所
  - 佐久駐在所

### 消防
- 上川北部消防事務組合 中川支署

### 研究機関
- 地方独立行政法人北海道立総合研究機構森林研究本部林業試験場道北支場[11]

## 姉妹都市・提携都市
姉妹都市
- 中川村 （長野県上伊那郡）
1981年（昭和56年）6月1日 姉妹都市提携締結

## 教育
高等学校
- なし（2013年に北海道中川商業高等学校が閉校）

中学校
- 中川

小学校
- 中央

大学（研究施設）
- 北海道大学北方生物圏フィールド科学センター森林圏ステーション北管理部中川研究林[12]

## 交通

### 空港
- 旭川空港（東神楽町）
- 稚内空港（稚内市）

### 鉄道
北海道旅客鉄道（JR北海道）
- 宗谷本線 : 佐久駅  - 天塩中川駅

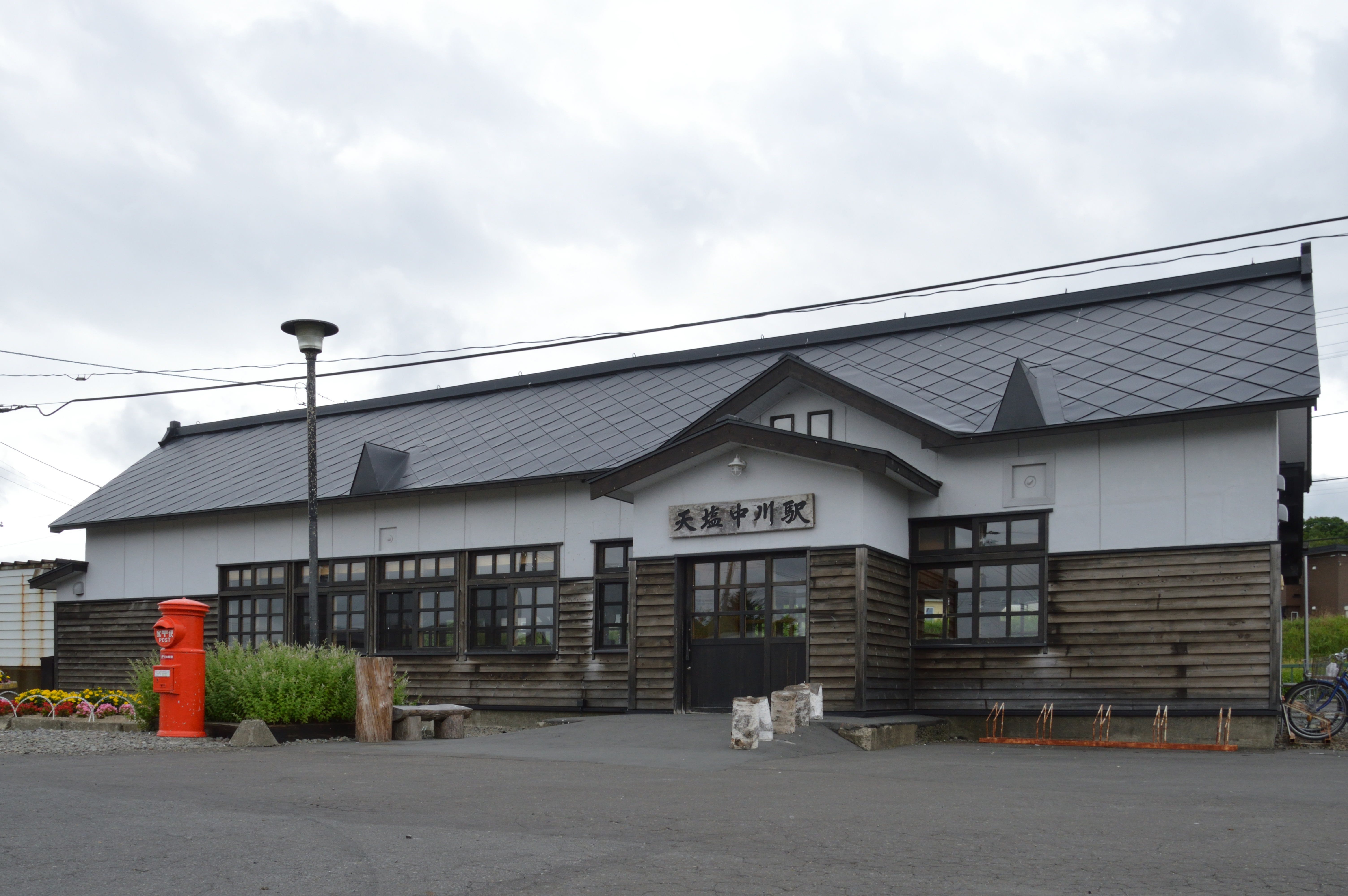
天塩中川駅（2017年8月11日）

  - このほか、町内には神路駅（のち信号場兼仮乗降場）、琴平駅、下中川駅、歌内駅が存在した。廃止日などについては各項目を参照。

### バス
- 住民バス - 運賃無料。土日祝日・年末年始は運休。

### 道路
- 一般国道
  - 国道40号
  - 音中道路（事業中）
- 都道府県道
  - 北海道道118号美深中川線
  - 北海道道119号遠別中川線
  - 北海道道218号板谷佐久停車場線
  - 北海道道438号天塩中川停車場線
  - 北海道道541号問寒別佐久停車場線
  - 北海道道964号板谷蕗ノ台線
- 道の駅
  - なかがわ

## 名所・旧跡・観光スポット・祭事・催事
- ぽんぴら温泉
- 斎藤茂吉記念歌碑
- 茂吉小公園
- 中川町エコミュージアムセンター
- 中川神社祭（8月2,3,4日）
- 中川町短歌フェスティバル（9月）
- ほうねんまつり
- 丸太押し相撲大会（毎年9月。秋味祭りと同時開催）
- なかがわ秋味祭り（毎年9月。丸太押し相撲大会と同時開催）
- きこり祭り（2月）

斎藤茂吉の兄、守谷富太郎が町内の診療所（志分内診療所）に勤務していた。1932年に茂吉は兄を訪ねるために中川村（当時）に訪れ、滞在中にいくつかの歌57首を残した。
これを記念し、中川町では1994年からイベント「中川町短歌フェスティバル」をおこなっている。また志分内診療所跡には茂吉小公園が設置され、短歌フェスティバルの最優秀作品を掲示している。

## 出身著名人
- ラッシャー木村 - プロレスラー